# ژاکیز مورلنبائوم
ژاکیز مورلنبائوم (پرتغالی: Jaques Morelenbaum؛ ‏تلفظ در پرتغالی: [ˈʒakiz moɾelẽˈbɐ̃w]؛ ‏ زادهٔ ۱۸ مهٔ ۱۹۵۴) موسیقی‌دان، آهنگساز، رهبر ارکستر و تهیه‌کننده موسیقی اهل برزیل است.
از فیلم‌هایی که وی در ساخت موسیقی آن‌ها نقش داشته است، می‌توان به ایستگاه مرکزی اشاره نمود. وی همچنین در صحنه‌ای از فیلم با او حرف بزن در کنار کائتانو ولوزو ظاهر شد.
وی سابقه همکاری با هنرمندان بزرگی چون آنتونیو کارلوس ژوبیم، کائتانو ولوزو، گائو کوستا، آستور پیاتزولا، ماریسا مونته، ژیلبرتو ژیل، مادره‌دو، دولچه پانتس، دیوید برن، آنتونیو پینتو، سزاریا اوورا، ریوئیچی ساکاموتو، ماریزا، استینگ، خولیتا ونگاس، دن کوستا و ناتاشا اطلس را در کارنامهٔ هنری خود دارد.